# Zhushan (köpinghuvudort i Kina, Jiangxi Sheng, lat 27,78, long 114,94)
Zhushan är en köpinghuvudort i Kina. Den ligger i provinsen Jiangxi, i den sydöstra delen av landet, omkring 140 kilometer sydväst om provinshuvudstaden Nanchang. Antalet invånare är 29 911. Befolkningen består av 14 305 kvinnor och 15 606 män. Barn under 15 år utgör 20,0 %, vuxna 15-64 år 70 %, och äldre över 65 år 9,0 %.
Runt Zhushan är det tätbefolkat, med 383 invånare per kvadratkilometer. Närmaste större samhälle är Yushuiqu, 3,1 km norr om Zhushan. Trakten runt Zhushan består till största delen av jordbruksmark.
Genomsnittlig årsnederbörd är 2 315 millimeter. Den regnigaste månaden är maj, med i genomsnitt 349 mm nederbörd, och den torraste är oktober, med 28 mm nederbörd.